# Olympische Zwischenspiele 1906/Teilnehmer (Großbritannien)
| Gelbes Symbol für Goldmedaillen mit stilisierten Olympischen Ringen | Graues Symbol für Silbermedaillen mit stilisierten Olympischen Ringen | Braundes Symbol für Bronzemedaillen mit stilisierten Olympischen Ringen |
| ------------------------------------------------------------------- | --------------------------------------------------------------------- | ----------------------------------------------------------------------- |
| 8                                                                   | 11                                                                    | 5                                                                       |

Das Vereinigte Königreich nahm an den Olympischen Zwischenspielen 1906 in Athen, Griechenland, mit 47 Sportlern teil. Dabei konnten die Athleten acht Gold-, elf Silber- und fünf Bronzemedaillen gewinnen.

## Medaillengewinner

### Olympiasieger
| Name                        | Sportart       | Wettkampf                              |
| --------------------------- | -------------- | -------------------------------------- |
| Henry Hawtrey               | Leichtathletik | 5 Meilen (8047 m)                      |
| Con Leahy                   | Leichtathletik | Hochsprung                             |
| Peter O’Connor              | Leichtathletik | Dreisprung                             |
| John Matthews Arthur Rushen | Radsport       | Tandem                                 |
| Billy Pett                  | Radsport       | 20 km Bahnfahren mit Schrittmacher     |
| Henry Taylor                | Schwimmen      | 1 Meile (1609 m) Freistil              |
| Gerald Merlin               | Schießen       | Tontaubenschießen (Trap)               |
| Sidney Merlin               | Schießen       | Tontaubenschießen, Doppelschuss (Trap) |

### Zweiter
| Name                                                                       | Sportart       | Wettkampf                       |
| -------------------------------------------------------------------------- | -------------- | ------------------------------- |
| Cosmo Duff Gordon William Grenfell Charles Newton Robinson Edgar Seligmann | Fechten        | Degen Mannschaft                |
| Wyndham Halswelle                                                          | Leichtathletik | 400 m                           |
| Alfred Healey                                                              | Leichtathletik | 110 m Hürden                    |
| John McGeough                                                              | Leichtathletik | 1500 m Bahngehen                |
| Con Leahy                                                                  | Leichtathletik | Dreisprung                      |
| Peter O’Connor                                                             | Leichtathletik | Weitsprung                      |
| Herbert Bouffler                                                           | Radsport       | 1000 m Zeitfahren               |
| Herbert Crowther                                                           | Radsport       | 333,33 m Zeitfahren (Bahnrunde) |
| Herbert Crowther                                                           | Radsport       | 5000 m Bahnfahren               |
| John Arthur Jarvis                                                         | Schwimmen      | 1 Meile (1609 m) Freistil       |
| Henry Taylor                                                               | Schwimmen      | 400 m Freistil                  |

### Dritter
| Name                                                          | Sportart       | Wettkampf                              |
| ------------------------------------------------------------- | -------------- | -------------------------------------- |
| Wyndham Halswelle                                             | Leichtathletik | 800 m                                  |
| Gerald Merlin                                                 | Schießen       | Tontaubenschießen, Doppelschuss (Trap) |
| Sidney Merlin                                                 | Schießen       | Tontaubenschießen (Trap)               |
| John Arthur Jarvis                                            | Schwimmen      | 400 m Freistil                         |
| John Derbyshire Henry Taylor William Henry John Arthur Jarvis | Schwimmen      | 4 × 250 m Freistil                     |

## Teilnehmer nach Sportarten

### Fechten
- Cosmo Duff Gordon
Degen Mannschaft:  Zweiter

- William Grenfell
Degen Mannschaft:  Zweiter

- Charles Newton Robinson
Degen Mannschaft:  Zweiter

- Edgar Seligman
Florett Einzel: Vorrunde
Degen Einzel: Vorrunde
Degen Mannschaft:  Zweiter

- Thomas Howard de Walden
Florett Einzel: Vorrunde

### Leichtathletik
- Sidney Abrahams
100 m: Vorrunde
Weitsprung: Fünfter

- William Anderson
400 m: Siebter
800 m: Vorrunde

- Stephen Carnelly
5 Meilen (8047 m): k. A.

- Arnold Churchill
1500 m: Vorrunde
5 Meilen (8047 m): k. A.

- Joseph Cormack
Marathon: 14.

- Reginald Crabbe
800 m: Vierter
1500 m: Siebter

- John Daly
5 Meilen (8047 m): DSQ
Marathon: DNF

- Francis Edwards
5 Meilen (8047 m): k. A.

- Wyndham Halswelle
100 m: Vorrunde
400 m:  Zweiter
800 m:  Dritter

- Henry Hawtrey
1500 m: Vorrunde
5 Meilen (8047 m):  Olympiasieger

- Alfred Healey
100 m: Vorrunde
110 m Hürden:  Zweiter

- John Horne
400 m: Vorrunde
800 m: Vorrunde

- Con Leahy
Weitsprung:  Olympiasieger
Dreisprung:  Zweiter

- John McGeough
800 m: Vorrunde
1500 m:  Zweiter
5 Meilen (8047 m): k. A.

- Peter O’Connor
Hochsprung: k. A.
Weitsprung:  Zweiter
Dreisprung:  Olympiasieger

- Reginald Reed
100 m: Vorrunde
400 m: Vorrunde

- Wallis Walters
110 m: Hürden: Vorrunde

- Henry Weber
5 Meilen (8047 m): k. A.

- Robert Wilkinson
1500 m Bahngehen: DSQ
3000 m Bahngehen: DSQ

### Radsport
- Herbert Bouffler
1000 m Zeitfahren:  Zweiter
333,33 m Zeitfahren (Bahnrunde): Achter
5000 m Bahnfahren: Vorrunde
20 km Bahnfahren mit Schrittmacher: Vorrunde

- Herbert Crowther
1000 m Zeitfahren: Vorrunde
333,33 m Zeitfahren (Bahnrunde):  Zweiter
5000 m Bahnfahren:  Zweiter
20 km Bahnfahren mit Schrittmacher: Vorrunde

- John Matthews
1000 m Zeitfahren: Vorrunde
333,33 m Zeitfahren (Bahnrunde): Achter
Tandem:  Olympiasieger
5000 m Bahnfahren: Vorrunde
20 km Bahnfahren mit Schrittmacher: Vorrunde

- Billy Pett
Straßenrennen Einzel: DNF
20 km Bahnfahren mit Schrittmacher:  Olympiasieger

- Arthur Rushen
1000 m Zeitfahren: Vorrunde
333,33 m Zeitfahren (Bahnrunde): 15.
Tandem:  Olympiasieger
5000 m Bahnfahren: Vorrunde
20 km Bahnfahren mit Schrittmacher: Vorrunde

### Schießen
- Gerald Merlin
Freier Revolver (25 m): 24.
Freier Revolver (50 m): 29.
Militärrevolver (20 m, Modell des Jahres 1874): 21.
Militärrevolver (20 m): 28.
Scheibenpistole (20 m): 16.
Schnellfeuerpistole (25 m): Vierter
Militärgewehr (300 m): 24.
Militärgewehr (200 m, Modell des Jahres 1874): Sechster
Tontaubenschießen (Trap):  Olympiasieger
Tontaubenschießen, Doppelschuss (Trap):  Dritter

- Sidney Merlin
Freier Revolver (25 m): Zwölfter
Freier Revolver (50 m): 23.
Militärrevolver (20 m, Modell des Jahres 1874): DNF
Militärrevolver (20 m): 16.
Scheibenpistole (20 m): Zehnter
Schnellfeuerpistole (25 m): Siebter
Militärgewehr (300 m): DNF
Militärgewehr (200 m, Modell des Jahres 1874): Siebter
Freies Gewehr, Einzel (300 m): 23.
Tontaubenschießen (Trap):  Dritter
Tontaubenschießen, Doppelschuss (Trap):  Olympiasieger

### Schwimmen
- John Derbyshire
100 m Freistil: Fünfter
400 m Freistil: k. A.
4 × 250 m Freistil:  Dritter

- William Henry
4 × 250 m Freistil:  Dritter

- John Arthur Jarvis
400 m Freistil:  Dritter
1 Meile (1609 m) Freistil:  Zweiter
4 × 250 m Freistil:  Dritter

- Paul Radmilovic
100 m Freistil: Vierter
400 m Freistil: Fünfter
1 Meile (1609 m) Freistil: DNF

- Henry Taylor
400 m Freistil:  Zweiter
1 Meile (1609 m) Freistil:  Olympiasieger
4 × 250 m Freistil:  Dritter

### Turnen
- Otto Bauscher
Einzelmehrkampf (5 Übungen): 37.
Einzelmehrkampf (6 Übungen): 25.

- Stanley Cooper
Einzelmehrkampf (5 Übungen): 35.
Tauhangeln: 15.

### Wasserspringen
- Melville Clark
Turmspringen: Fünfter

- Harold Smyrk
Turmspringen: 17.